# Соболев, Борис Игоревич
Бори́с И́горевич Со́болев (род. 1 января 1974, Москва) — российский тележурналист, режиссёр, сценарист, автор ряда резонансных телевизионных передач и документальных фильмов на острые темы («На дне знаний», «Коронованные особи», «Идущие к чёрту»). Руководитель студии «Авторская программа Бориса Соболева» на телеканале «Россия-1» (с 2008 по 2020 гг.)

## Биография
Борис Соболев родился 1 января 1974 года в Москве. Окончил философский факультет МГУ имени М. В. Ломоносова. Начиная с третьего курса философского факультета МГУ (с 1994 года), работает журналистом на телевидении. В ряде документальных работ выступал как автор сценария, ведущий, режиссёр, интервьюер.
В 1994—1998 годах работал в телекомпании «Авторское телевидение» (АТВ). Готовил сюжеты для телепрограмм «Пресс-клуб», «Иванов, Петров, Сидоров», являлся корреспондентом и ведущим в программе «Времечко» (канал-вещатель — НТВ, с 1997 — ТВ Центр). Был соведущим программы «Старая квартира».
С сентября 1998 по апрель 2001 года работал на телеканале НТВ. Был корреспондентом в передачах «Сегоднячко», «Профессия — репортёр», «Сегодня», «Итоги» этого телеканала. Делал репортажи по теме второй российско-чеченской войны, работал в прямом эфире в дни катастрофы атомной подлодки К-141 «Курск» в августе 2000 года.
В 2001 году, вместе с ещё рядом сотрудников, переходит с НТВ на телеканал ТВ-6, затем преобразованный в телеканал ТВС. Во время работы на шестом канале Соболевым был снят документальный сериал «Штурм будет стоить дорого» по мотивам собственной книги с таким же названием (о Кавказских войнах XIX века). Фильм был награждён премией Союза журналистов России «Событие года» в 2002 году. В телеэфире он был впервые показан на телеканале ТВ-6 в декабре 2001 года и повторён на телеканале ТВС в октябре 2002 года по окончании захвата заложников в театральном центре на Дубровке.
После закрытия канала ТВС в июне 2003 года перешёл на телеканал «Россия». Был корреспондентом в информационных программах «Вести», «Вести+», «Вести недели».
Является автором документально-художественного цикла под названием «Террор в стиле ретро» (история Первой русской революции), который был показан на телеканале «Россия» в январе 2006 года и затем четырежды повторялся в эфире. Номинировался на премию в области телевещания ТЭФИ 2006 года как автор репортажа «Грабовой: всероссийский съезд сектантов» в программе «Вести недели».
С июня 2007 по июль 2008 года — автор и ведущий еженедельной телепрограммы «Ревизор» на телеканалах «Россия» и «Вести» . С 2008 по 2017 годы — один из постоянных авторов еженедельной программы телеканала «Россия» «Специальный корреспондент». Занимался репортажами на тему алкомафии, чёрных лесорубов, ювелирной отрасли, браконьерства, образования, шарлатанства, бутлегеров и МММ.
С 2012 года работает над авторскими документальными проектами. Автор фильмов «Коронованные особи» (2013), «Бремя цыган» (2016), «Идущие к чёрту» (2017, 2019), «Ни леса, ни посадок» (2018).
В 2020 году прекратил сотрудничество с телеканалом «Россия».

## Наиболее известные работы
Среди наиболее резонансных материалов Бориса Соболева — интервью с женой футболиста Юрия Жиркова Инной по случаю её победы в конкурсе «Миссис Россия-2012» (в ходе интервью Инна Жиркова продемонстрировала неспособность ответить на простейшие вопросы, несмотря на то, что условия конкурса подразумевали и определение культурного уровня претенденток; после выхода программы в эфир Жиркова вынуждена была отказаться от победы) и программа о «липовых» творческих и научных организациях, частью которой стал сюжет о том, как поэта Бориса Сивко (а на самом деле — нанятого актёра) приняли в Союз писателей России за сборник стихов, сочинённых самим Соболевым компьютерной программой («генератором бреда»), генерирующей стихотворные строки в случайном порядке.
В декабре 2011 года был подготовлен и снят сюжет, связанный с торжественным принятием в члены Союза писателей России начинающего поэта и успешного бизнесмена Бориса Сивко (в его роли выступил в Центральном доме литераторов специально нанятый артист из картотеки «Мосфильма») за сборник стихов, сочинённых от его имени компьютерной программой-компилятором, генерирующей стихотворные строки в случайном порядке: Бояринов от лица московской городской организации Союза писателей России вручил ему диплом и почётный знак лауреата литературно-общественной премии «Золотая осень» имени Сергея Есенина за «верное служение отечественной литературе». Эксперимент с Б. Сивко («бред сивой кобылы») был поставлен Борисом Соболевым и показан в выпуске программы «Страна героев 2», вышедшем в эфир 11 декабря.
В мае 2012 года широкий общественный резонанс также вызвал репортаж Соболева о коррупции в РНИМУ имени Н. И. Пирогова, более известном в обиходе как «Второй мед». В репортаже, показанном в программе «Вести недели» 27 мая 2012 года, была продемонстрирована съёмка скрытой камерой, на которой запечатлена «процедура протекции от и до», начиная от переговоров с посредником (в качестве посредника выступал студент второго курса) и заканчивая переговорами с Николаем Костюковым, профессором РНИМУ с сорокалетним стажем. Отдельно, Соболев обращается к событиям в вузе годичной давности — афере с «мёртвыми душами», когда 90 % абитуриентов в списке зачисленных в вуз оказались «вписанными, очевидно, для того, чтобы распугать честных абитуриентов и расчистить дорогу своим людям».
Борис Соболев также был автором репортажа об РГТЭУ, показанного в программе «Вести недели» в выпуске от 23 декабря 2012 года. Он был посвящён акциям протеста против слияния с Российским экономическим университетом имени Плеханова, проходившим в вузе в те дни.
В качестве антицыганского Общественная коллегия по жалобам на прессу рассматривает документальный фильм Соболева «Бремя цыган» 2016 года, показанный на государственном телеканале «Россия-1». Фильм пропагандирует стереотип об имманентной связи цыган с криминальной средой, идею, что весь цыганский этнос является преступным, а отдельные эпизоды фильма очерняют цыганскую творческую интеллигенцию. В фильме были выявлены манипулирования фактами, статистическими данными, мнениями и явные признаки ксенофобии.
В 2019 году широкий резонанс получило расследование Бориса Соболева «Идущие к чёрту» (в трёх сериях), детально рассказывающее об экстрасенсах и гадалках на российском телевидении, в частности, о проекте «Битва экстрасенсов». Соболев показал, что телевизионные успехи экстрасенсов обусловлены подсказками организаторов программы, в том числе и за огромные взятки от её участников. На основе этого расследования с 16 ноября 2019 по 9 февраля 2020 года на телеканале «Спас» выходило авторское ток-шоу «Идущие к… Послесловие».

## Фильмография
| Год  | Название                              | Автор, ведущий и режиссёр | Примечания                                                                                                 |
| ---- | ------------------------------------- | ------------------------- | --- |
| 2001 | «Штурм будет стоить дорого» (5 серий) | Да                        | ЗАО «Московская независимая вещательная корпорация» (МНВК)                                                 |
| 2005 | «Террор в стиле ретро» (4 серии)      | Да                        | ЗАО «Студия Парус» по заказу ФГУП ГТК «Телеканал «Россия»                                                  |
| 2008 | «На дне знаний»                       | Да                        | Телеканал «Россия», эфир 19.10.2008 г. в рамках программы «Специальный корреспондент»                      |
| 2008 | «Страна героев»                       | Да                        | Телеканал «Россия», эфир 30.11.2008 г. в рамках программы «Специальный корреспондент»                      |
| 2009 | «Вакцина победы»                      | Да                        | Телеканал «Россия», эфир 15.02.2009 г. в рамках программы «Специальный корреспондент»                      |
| 2009 | «Огнестрел»                           | Да                        | Телеканал «Россия», эфир 15.03.2009 г. в рамках программы «Специальный корреспондент»                      |
| 2009 | «Лишённые детства»                    | Да                        | Телеканал «Россия», эфир 11.05.2009 г. в рамках программы «Специальный корреспондент»                      |
| 2009 | «Нелегалы»                            | Да                        | Телеканал «Россия», эфир 18.10.2009 г. в рамках программы «Специальный корреспондент»                      |
| 2009 | «Шарлатаны»                           | Да                        | Телеканал «Россия», эфир 08.11.2009 г. в рамках программы «Специальный корреспондент»                      |
| 2009 | «Бутлегеры»                           | Да                        | Телеканал «Россия», эфир 22.11.2009 г. в рамках программы «Специальный корреспондент»                      |
| 2009 | «Родина на продажу»                   | Да                        | Телеканал «Россия», эфир 20.12.2009 г. в рамках программы «Специальный корреспондент»                      |
| 2010 | «Огнестрел» Часть 2                   | Да                        | Телеканал «Россия», эфир 14.03.2010 г. в рамках программы «Специальный корреспондент»                      |
| 2010 | «Тёмный лес»                          | Да                        | Телеканал «Россия», эфир 23.05.2010 г. в рамках программы «Специальный корреспондент»                      |
| 2010 | «Пациенты строгого режима»            | Да                        | Телеканал «Россия», эфир 30.05.2010 г. в рамках программы «Специальный корреспондент»                      |
| 2010 | «Искусство на вынос»                  | Да                        | Телеканал «Россия», эфир 14.11.2010 г. в рамках программы «Специальный корреспондент»                      |
| 2010 | «Сиротские квартиры»                  | Да                        | Телеканал «Россия», эфир 28.11.2010 г. в рамках программы «Специальный корреспондент»                      |
| 2011 | «МММ — новый заход»                   | Да                        | Телеканал «Россия», эфир 16.01.2011 г. в рамках программы «Специальный корреспондент»                      |
| 2011 | «Преступления без наказаний»          | Да                        | Телеканал «Россия», эфир 23.01.2011 г. в рамках программы «Специальный корреспондент»                      |
| 2011 | «Алкомафия»                           | Да                        | Телеканал «Россия», эфир 27.02.2011 г. в рамках программы «Специальный корреспондент»                      |
| 2011 | «Пробы ставить негде»                 | Да                        | Телеканал «Россия», эфир 03.04.2011 г. в рамках программы «Специальный корреспондент»                      |
| 2011 | «Табор уходит в зону»                 | Да                        | Телеканал «Россия», эфир 22.05.2011 г. в рамках программы «Специальный корреспондент»                      |
| 2011 | «Область повышенного казнокрадства»   | Да                        | Телеканал «Россия», эфир 19.06.2011 г. в рамках программы «Специальный корреспондент»                      |
| 2011 | «Ад собачий»                          | Да                        | Телеканал «Россия», эфир 25.09.2011 г. в рамках программы «Специальный корреспондент»                      |
| 2011 | «Воры моря»                           | Да                        | Телеканал «Россия», эфир 30.10.2011 г. в рамках программы «Специальный корреспондент»                      |
| 2011 | «Страна героев» Часть 2               | Да                        | Телеканал «Россия», эфир 11.12.2011 г. в рамках программы «Специальный корреспондент»                      |
| 2012 | «На дне знаний-2»                     | Да                        | Телеканал «Россия», эфир 04.06.2012 г.                                                                     |
| 2013 | «Коронованные особи»                  | Да                        | Телеканал «Россия», эфир 12.04.2013 г.                                                                     |
| 2015 | «На дне знаний-3»                     | Да                        | Телеканал «Россия», эфир 03.06.2015 г. в рамках программы «Специальный корреспондент»                      |
| 2016 | «Искушение безнаказанностью»          | Да                        | Телеканал «Россия», эфир 02.02.2016 г. в рамках программы «Вести.doc»                                      |
| 2016 | «Бремя цыган»                         | Да                        | Телеканал «Россия», эфир 21.03.2016 г.                                                                     |
| 2016 | «Авиабилетная аномалия»               | Да                        | Телеканал «Россия», эфир 27.04.2016 г. в рамках программы «Специальный корреспондент»                      |
| 2016 | «На дне знаний-4»                     | Да                        | Телеканал «Россия», эфир 06.07.2016 г. в рамках программы «Специальный корреспондент»                      |
| 2017 | «Идущие к чёрту» Серия 1              | Да                        | Телеканал «Россия», эфир 22.05.2017 г. в рамках программы «Специальный корреспондент»                      |
| 2018 | «Долевая яма»                         | Да                        | Телеканал «Россия», эфир 28.07.2018 г. в рамках программы «Специальный репортаж» на телеканале «Россия 24» |
| 2018 | «Ни леса, ни посадок»                 | Да                        | Телеканал «Россия», эфир 10.11.2018 г. в рамках программы «Специальный репортаж» на телеканале «Россия 24» |
| 2019 | «Идущие к чёрту» Серия 2              | Да                        | Телеканал «Россия», эфир 08.01.2019 г.                                                                     |
| 2019 | «Идущие к чёрту» Серия 3              | Да                        | Телеканал «Россия», эфир 08.01.2019 г.                                                                     |
| 2019 | «Плата за воздух»                     | Да                        | Телеканал «Россия», эфир в рамках программы «Специальный репортаж» на телеканале «Россия 24»               |

## Награды
- Орден Дружбы (5 мая 2011 года) — за большие заслуги в развитии отечественного телерадиовещания, культуры, печати и многолетнюю плодотворную деятельность[52][53].
- Соболев неоднократно номинировался на премию «ТЭФИ», является лауреатом ряда российских и зарубежных телефестивалей.